# Plage de Qixingtan

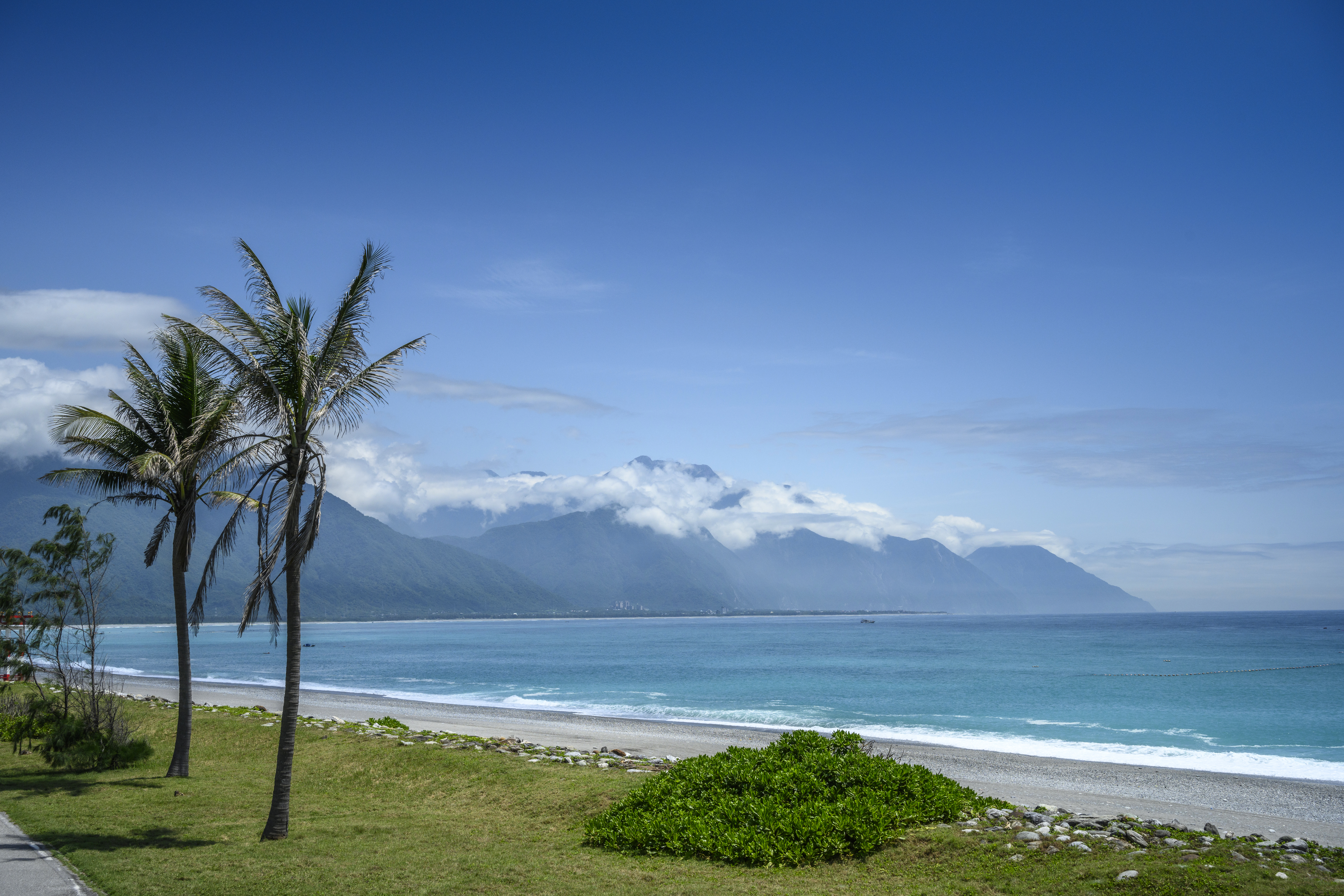
Vue sur la plage de Qixingtan

La Plage de Qixingtan (chinois traditionnel:七星潭海邊 ; pinyin: Qīxīng tán hǎibiān ; anglais: Qixingtan Beach
) est une plage du canton de Xincheng, dans le comté de Hualien, à Taïwan, face à l'océan Pacifique.

## Histoire
La plage de Qixingtan était à l'origine située à l'est de l'Aéroport de Hualien. Sa forme ressemble à celle de la Grande Ourse, c'est pourquoi on l'appelle Qixingtan. En 1936, le gouvernement japonais a rempli le lac afin de construire l'aéroport de Hualien, et il ne reste plus que quatre étangs.
Le gouvernement japonais a forcé les résidents qui vivaient au Qixingtan d'origine à déménager à « Crescent Bay ». Les habitants ont nommé l'endroit Qixingtan en mémoire du Qixingtan d'origine. 

## Caractéristiques
Située dans un golfe en forme de demi-lune, la plage est célèbre pour son magnifique paysage naturel. Elle attire chaque année des milliers de touristes pour visiter la plage. A proximité de la plage se trouve le musée Chihsing Tan Katsuo. 

## Transport
La plage est accessible à pied à l'est de la gare de Beipu des chemins de fer de Taiwan. 